# Жуков, Анатолий Иванович
Анатолий Иванович Жуков (26.04.1923, пос. Богослов Владимирской обл. — 13.12.1992, г. Снежинск) — советский учёный-математик, участник разработки ядерного оружия, лауреат Сталинских и Ленинской премий.

## Биография
- 1940—1941 студент физико-математического факультета МГУ,
- 1941—1942 курсант Московского пехотного училища,
- 1942—1943 лейтенант в действующей армии (комиссован после тяжёлого ранения).
- 1944—1948 студент МГУ.
- 1949—1953 инженер в расчетном бюро Математического института им. Стеклова АН СССР (1949—1953), в Отделении прикладной математики (позднее — ИПМ им. М. В. Келдыша). Вместе с К. А. Семендяевым и И. М. Гельфондом разработал (1949—1950) метод характеристик, применяемый при расчетах газодинамических задач.

В 1959 г. переехал в Челябинск-50 (с 1967 г. — Челябинск-70, сейчас Снежинск). Работал в НИИ-1011 (ныне РФЯЦ-ВНИИТФ им. акад. Е. И. Забабахина): начальник отдела, заместитель начальника математического отделения по научным вопросам, с 1967 г. старший научный сотрудник.
С 1989 г. на пенсии по состоянию здоровья.
Кандидат физико-математических наук (1964). В 1981 г. присвоено ученое звание старшего научного сотрудника по специальности «дифференциальные уравнения и математическая физика».
Автор книги «Метод Фурье в вычислительной математике» (1992).

## Признание
- Сталинская премия (1951)
- Сталинская премия второй степени (1953) — за расчётно-теоретические работы по изделию РДС-6с и РДС-5и
- Ленинская премия (1966)
- три ордена Трудового Красного Знамени (1951, 1954, 1956)
- орден Отечественной войны II степени (1985)
- медаль «За отвагу»